# Carol Mendelsohn

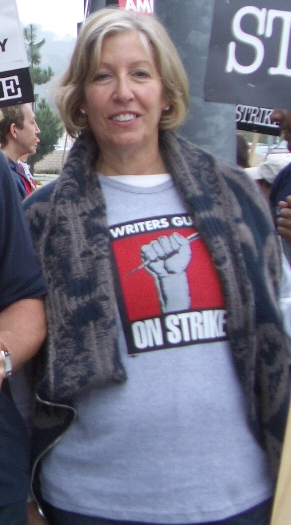
Mendelsohn 2007

Carol Mendelsohn (* 1951 in Chicago, Illinois, USA) ist eine amerikanische Drehbuchautorin und Produzentin. Sie ist für ihre Arbeit an CSI: Den Tätern auf der Spur und CSI: Miami bekannt geworden.

## Leben
Mendelsohn wuchs in Chicago auf. Sie ging erst auf das Smith College, doch später wechselte sie und machte ihren Abschluss an der Cornell University. Dann ging sie zur George Washington University und lernte in Washington, D.C. bei den Kanzleien Wyman, Bautzer, Rothman & Kuchel.
Mendelsohn wollte aber keine Anwältin werden und schrieb sich beim American Film Institute ein. Sie ging nach Los Angeles und fing an für die Filmindustrie zu schreiben. Sie arbeitete für Hardcastle & McCormick, Stingray und Wiseguy. Als Produzentin arbeitete sie für Canell Studios an Die Fälle der Rosie O’Neill und Melrose Place.
2000 übernahm sie die Produktion des Pilotenfilms von CSI: Den Tätern auf der Spur und arbeitet nun als Show Runner und Executive Producer.

## Preise
- Writers Guild of America Award (Nominiert)
- Producers Guild of America Award (Nominiert)
- Emmy Award (3 Nominierungen)
- Edgar Allan Poe Award (Nominiert)

## Filmografie (Auswahl)

### Produktion
- CSI: Den Tätern auf der Spur, 200 Folgen, 2000- 2010 als Ausführende Produzentin
- CSI: Miami, 168 Folgen, 2002- 2010 als Ausführende Produzentin
- CSI: NY, 75 Folgen, 2004- 2010 als Ausführende Produzentin
- Melrose Place, 22 Folgen, 1995- 1997 als Mitausführende Produzentin

### Drehbuch
- CSI: Den Tätern auf der Spur, 48 Folgen, 2000–2009 (Story)
- CSI: Miami, 169 Folgen, 2002–2010 (Konzept)
- CSI: NY, 109 Folgen, 2004–2010 (Konzept)
- Two and a Half Men, 1 Folge, 2008 (Story)